# كاثرين هيلي
كاثرين هيلي (بالإنجليزية: Catherine Healy)‏ هي ناشِطة نيوزيلندية، ولدت في عقد 1950 في نيوزيلندا.